# Пятая кампания по окружению Хубэй-Хэнань-Аньхойского совета
Пятая кампания по окружению Хубэй-Хэнань-Аньхойского совета — кампанией окружения, начатой китайским националистическим правительством, целью которой было уничтожение коммунистического Хубэй-Хэнань-Аньхойского совета и его китайской Красной армии в местном регионе. В ответ на это коммунисты провели пятую контр-окружную кампанию в Хубэй-Хэнань-Аньхойском Совете (кит. 鄂豫皖苏区第五次苏区反围剿), также называемую коммунистами пятой контр-окружной кампанией на Хубэй-Хэнань-Аньхойской революционной базе (кит. 鄂豫皖革命根据地第五次反围剿), в ходе которой местные националистические силы разгромили местную китайскую Красную армию и захватили советскую республику в приграничном районе провинций Хубэй, Хэнань и Аньхой с 17 июля 1933 года по 26 ноября 1934 года. В середине ноября 1934 года местные коммунисты были вынуждены оставить свою базу и начали свой Великий поход, и поэтому коммунисты обычно выбирают начало Великого похода как конец кампании, но в действительности кампания была более продолжительной, продолжаясь еще полмесяца до конца ноября 1934 года, когда местная китайская Красная армия с боями спаслась бегством.